# Greatest Hits (Kiss)
Greatest Hits är ett samlingsalbum inspelat mellan 1973 och 1992 med KISS, släppt 1997.

## Låtförteckning
1. Crazy Crazy Nights (Paul Stanley, Adam Mitchell) - 3:45
2. I Was Made For Loving You (Paul Stanley, Vini Poncia, Desmond Child) - 4:30
3. Detroit Rock City (Paul Stanley, Bob Ezrin) - 3:38
4. Lick It Up (Paul Stanley, Vinnie Vincent) - 3:59
5. Hard Luck Woman (Paul Stanley) - 3:35
6. Calling Dr. Love (Gene Simmons) - 3:45
7. Beth (Stan Penridge, Bob Ezrin, Peter Criss) - 2:46
8. Love Gun (Paul Stanley) - 3:16
9. God Of Thunder (Gene Simmons) - 4:15
10. Sure Know Something (Paul Stanley, Vini Poncia) - 4:02
11. Deuce (Gene Simmons) - 3:04
12. Do You Love Me (Paul Stanley, Bob Ezrin, Kim Fowley) - 3:34
13. Strutter (Paul Stanley, Gene Simmons) - 3:12
14. Rock And Roll All Nite (Paul Stanley, Gene Simmons) - 2:53
15. Plaster Caster (Gene Simmons) - 3:27
16. Hotter Than Hell (Paul Stanley) - 3:30
17. Shock Me (Ace Frehley) - 3:47
18. Cold Gin (Ace Frehley) - 4:22
19. Black Diamond (Paul Stanley) - 5:14
20. God Gave Rock And Roll To You II (Russ Ballard, Paul Stanley, Gene Simmons, Bob Ezrin) - 5:20